# Anders Oddli
Anders Oddli, né le 22 avril 1994 à Orkdal, est un coureur cycliste norvégien.

## Biographie
Multiple champion de Norvège sur piste, Anders Oddli est régulièrement sélectionné en équipe nationale.
En 2017, il s'impose sur des épreuves régionales belges. Sur piste, il termine cinquième du scratch aux championnats d'Europe. Il intègre ensuite le club belge Baguet-MIBA Poorten-Indulek-Derito en 2018.

## Palmarès sur piste
- 2016
  -  Champion de Norvège du kilomètre
  -  Champion de Norvège de poursuite
  -  Champion de Norvège du keirin
  -  Champion de Norvège de l'omnium
  -  Champion de Norvège de course aux points
  -  Champion de Norvège du scratch
- 2017
  -  Champion de Norvège du kilomètre
  -  Champion de Norvège de poursuite
  -  Champion de Norvège de la course par élimination
  -  Champion de Norvège de l'omnium
  -  Champion de Norvège de course aux points
  -  Champion de Norvège du scratch
- 2018
  -  Champion de Norvège du kilomètre
  -  Champion de Norvège de poursuite
  -  Champion de Norvège de l'omnium
  -  Champion de Norvège de course aux points
  -  Champion de Norvège de scratch
- 2022
  -  Champion de Norvège de scratch
  - 3e du championnat de Norvège de course à l'élimination
  - 3e du championnat de Norvège de l'omnium

## Palmarès sur route

### Par année
- 2017
  - Memorial Eddy Louagie

### Classements mondiaux
| Année                                 | 2020 |
| ------------------------------------- | ---- |
| Classement mondial                    | 676e |
| UCI Europe Tour                       | 547e |
|                                       |      |
| Légende : nc = non classéSource : UCI |      |